# 澳大利亚警察

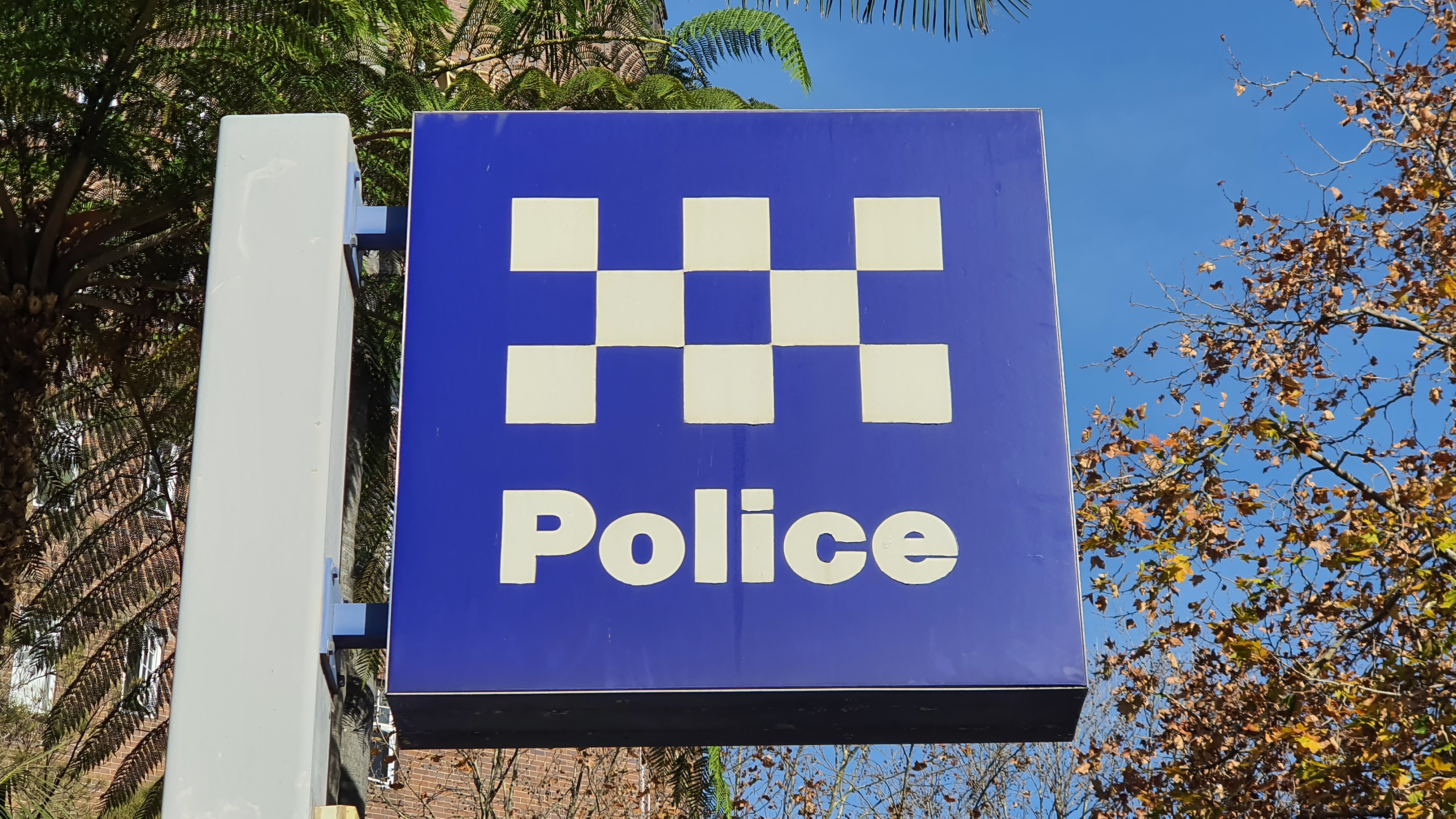
澳大利亚的警察局标志

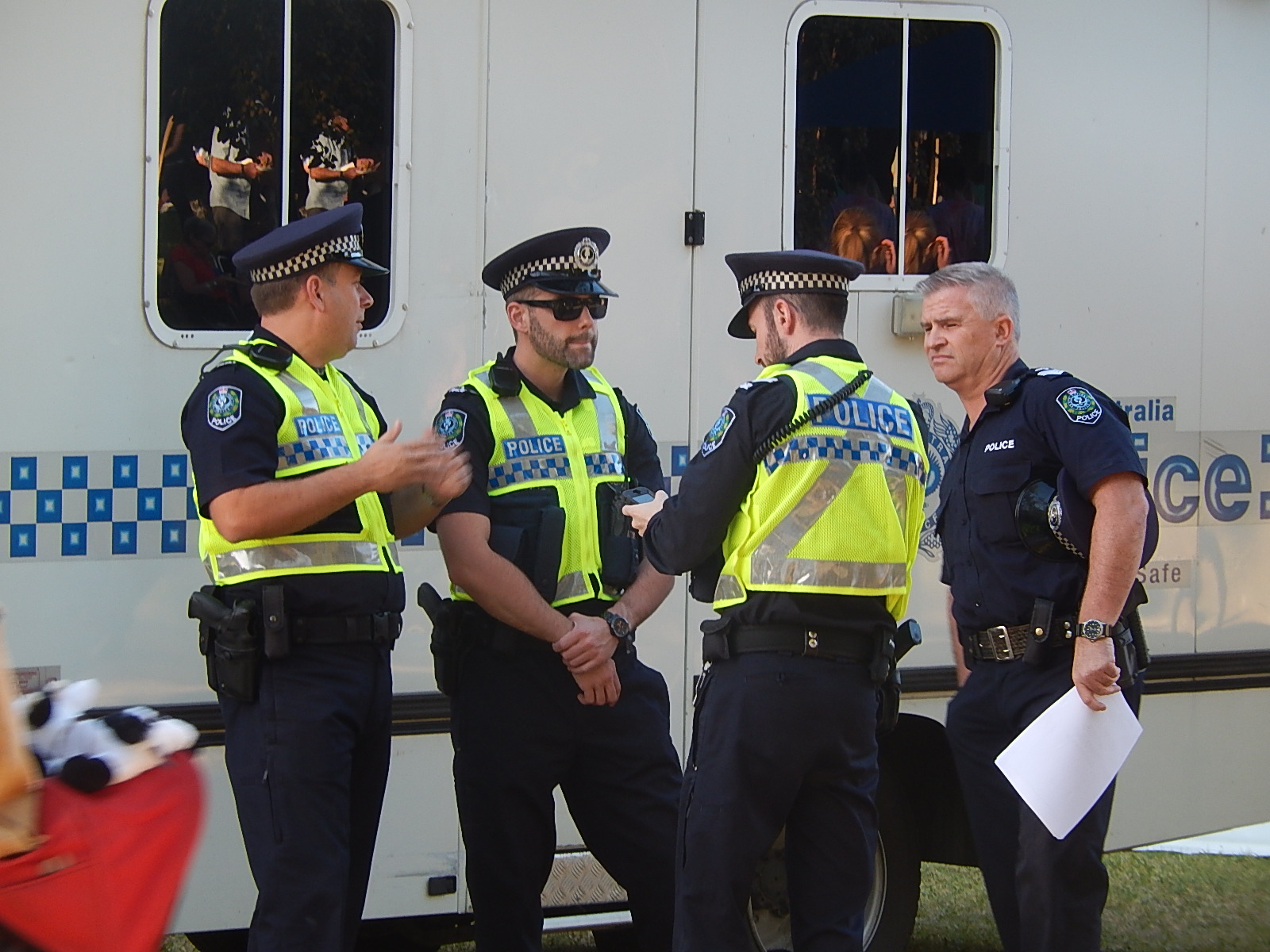
南澳大利亚州警察的警员

澳大利亚执法部门是澳洲司法系统的三大组成部分之一，另外两个是法院和惩教部门。澳洲执法人员分别受聘于三个层级政府，即：联邦政府、各州或领地政府和地方政府。
联邦方面，主要执法部门是澳大利亚联邦警察（AFP），拥有广泛的职责，包括执行刑法和保护国家利益；此外，还有一些其他的联邦机构，拥有仅限于特定领域的执法权，例如：澳大利亚边防部队负责海关和外来移民事务，澳大利亚税务局、澳大利亚竞争和消费者委员会、澳大利亚证券和投资委员会负责白领犯罪。澳大利亚国防军（ADF）的每个分支都有自己的宪兵，在联合宪兵部队（JMPU）领导下开展工作。澳大利亚国防军调查局也是JMPU的一部分，并且是根据《国防军纪律法》开展复杂调查的主要机构。
一般的执法职责由州警察部队负责，州警察部队则是对州政府部长（通常是警察部长）负责。州警察部队在其管辖的州内执行警务工作，其他州政府机构也可能拥有对其职权范围内的特定违法行为，采取进行调查和执法的权力。北领地是澳大利亚唯一拥有自己警察部队的领地，其他澳大利亚领地（包括澳大利亚首都领地）的执法工作由联邦政府负责，特别是澳大利亚联邦警察负责大部份警务工作。地方政府还可以雇用其授权的官员（通常称为议会执法人员），执行地方政府附例或仅限于地方政府管辖范围的州法律；议会执法人员没有完全的警察权，除非他们宣誓成为特别警员。
州警察和澳大利亚联邦警察通常携带枪支，其他州和联邦执法人员可能携带枪支，或是其他物品用于个人防卫，具体取决于他们所属的机构或部署情况。制服警察在执行勤务时，执勤腰带通常包括手枪、泰瑟、伸缩警棍、胡椒喷雾、手铐、弹匣、手套、手电筒和双向无线电。

## 联邦

### 澳大利亚联邦警察
澳大利亚联邦警察是主要的联邦执法机构，成立于1979年，由现已不复存在的联邦警察和澳大利亚首都领地警察合并而成。澳大利亚联邦警察负责调查联邦罪行（违反联邦法律的犯罪），并在澳大利亚全境拥有联邦管辖权。 澳大利亚联邦警察负责为联邦政府的财产、政府人员、政要和外国外交官员，以及全国主要的机场提供安全保护服务，并在澳大利亚外部领地、澳大利亚首都领地和杰维斯湾领地提供常规的警察服务。联邦与各州警察的执法界限相对灵活，两者会根据具体情况相互合作或移交案件。
澳大利亚联邦警察也在海外开展行动，其中包括向海外派遣联络官，协助处理与外国警察部队的友好关系，为当地提供社区警务，并协助相关执法机构的发展；以及为所罗门群岛区域援助团（RAMSI Mission）和塞浦路斯联合国维和部队（UNFICYP）做出贡献。
澳大利亚联邦警察是组成国家情报体系的其中一部分。

### 澳大利亚边防部队
澳大利亚边防部队（ABF）负责澳大利亚机场及港口的海关和移民执法工作，以及澳大利亚水域的边境保护工作，并在澳大利亚联邦警察没有主要管辖权的地区开展调查工作。其与澳大利亚联邦警察不同，边防官员没有完全的联邦警察权力，只能在机场和海港管辖区行使逮捕和拘留权；但是，他们可以拘留在州或联邦犯下罪行、或者拘捕令的当事人，直到将该人移交给具有适当权力的州或联邦执法官员。

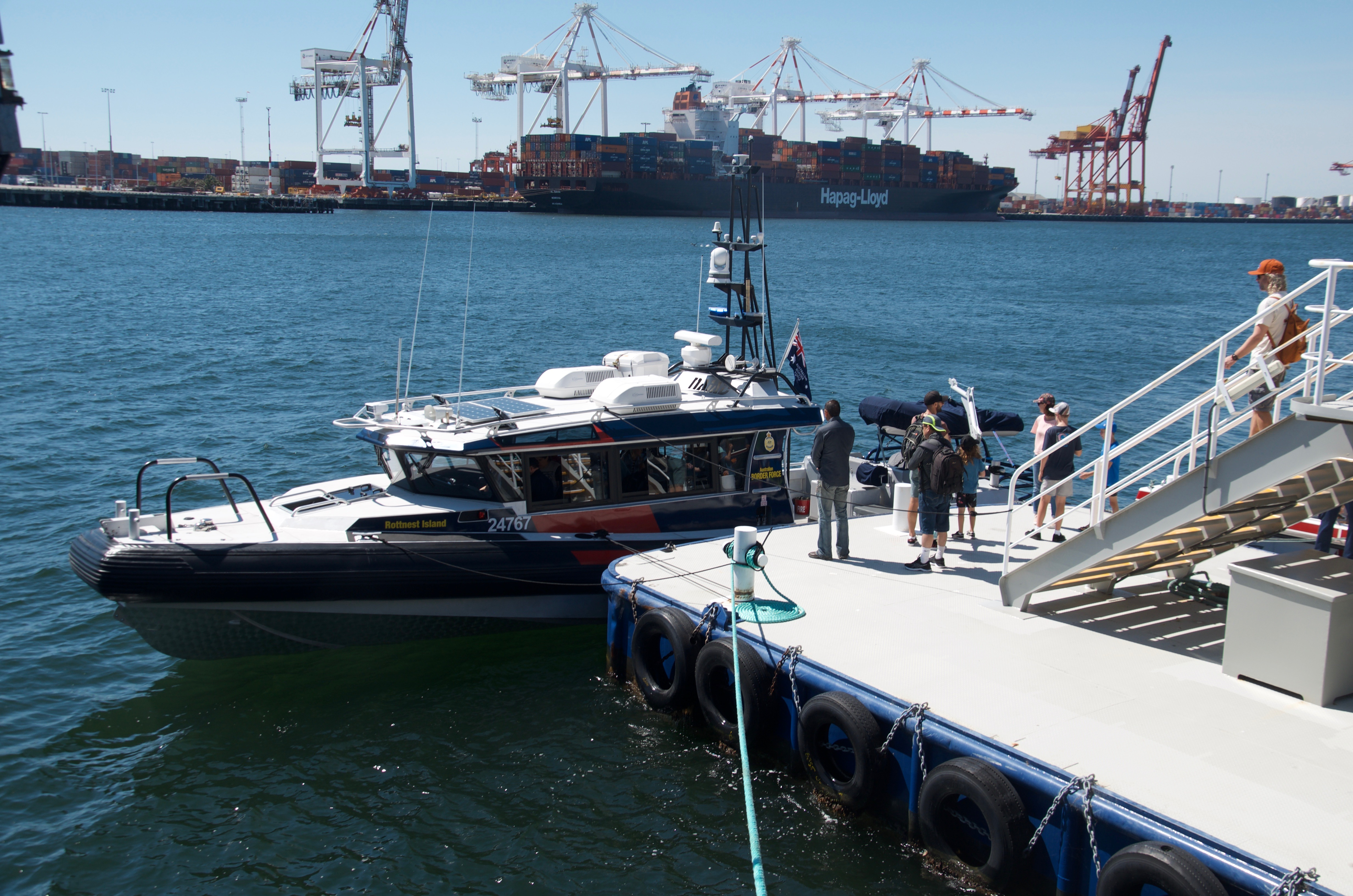
澳大利亚边防部队停泊在弗里曼特尔的船艇

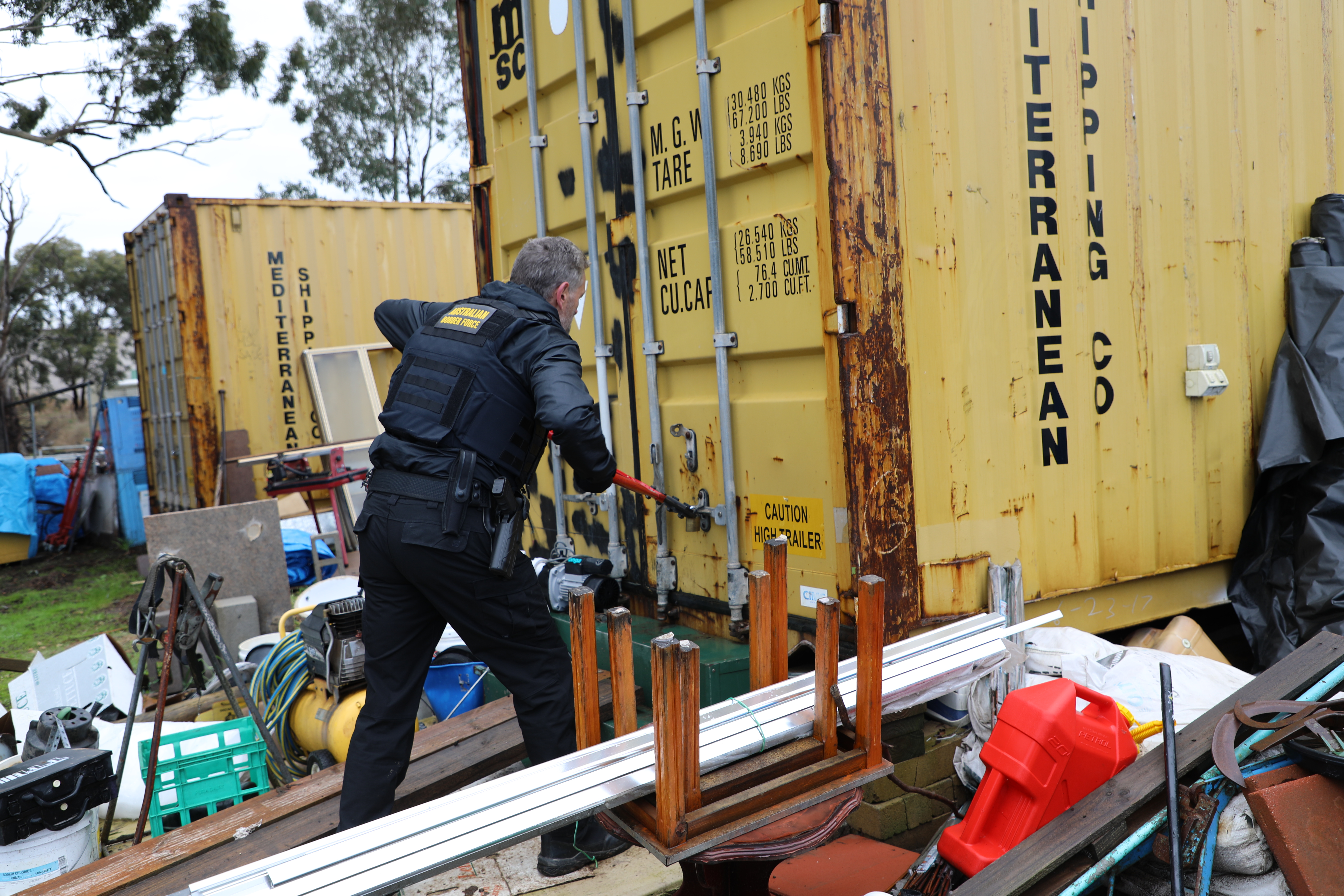
澳大利亚边防部队执法人员强行进入调查集装箱

澳大利亚边防人员在接受培训后，可以有权携带枪支；而在实际上，只有海事执法人员、反恐人员和调查官员携带枪支。

### 澳大利亚渔业管理局
澳大利亚渔业管理局（AFMA）负责澳大利亚专属经济区的水产业执法工作，根据《1991年渔业管理法》（Fisheries Management Act 1991）的相关规定，官员有权登上并搜查船只、搜查车辆和涉嫌犯有渔业罪行的人士，也可根据搜查令或其他特定情况搜查岸上设施；无论是否有搜查令，渔业执法人员均可逮捕涉嫌犯有渔业罪行或违反环境法的人员，并获准携带个人防卫装备。 其与澳大利亚联邦警察和澳大利亚边防部队一样，同样受到国家反腐败委员会监管。

### 澳大利亚税务局
澳大利亚税务局（ATO）是负责澳大利亚全境税收的税务机构，受到国家反腐败委员会监管。 根据《1901年消费税法》（Excise Act 1901）和《1953年税务管理法》（Tax Administration Act 1953）的相关规定，澳大利亚税务人员享有有限的执法权；与此同时，澳大利亚联邦警察和边防部队的官员，同样根据这些法案享有权力。

### 澳大利亚刑事情报委员会
澳大利亚刑事情报委员会（ACIC）是一个常设委员会，负责向联邦和州执法机构提供刑事情报，并协助进行刑事调查。 刑事情报委员会根据《2002年澳大利亚犯罪委员会法》（Australian Crime Commission Act 2002）成立，虽然委员会本身不具备完全的执法权力，但州和联邦机构的执法人员会定期借调到刑事情报委员会，协助其履行职责。刑事情报委员会成员根据有关法令，拥有多项强制权力来收集犯罪情报。 澳大利亚犯罪学研究所（AIC）是委员会下属的一个独立犯罪学研究机构，委员会首席执行官兼任研究所所长；与澳大利亚联邦警察相同，刑事情报委员会也是国家情报体系的一部分。

### 国家反腐败委员会
国家反腐败委员会（NACC）是一个法定反腐败委员会，负责调查针对联邦官员腐败行为的指控。反腐败委员会取代已经解散的澳大利亚廉政执法委员会，拥有权力调查联邦部长、公务员、法定公职人员、政府机构、议员和政客的私人助理人员。 反腐败委员会的权力相当于皇家委员会，有权强制传唤证人并强制其向委员会出示文件。

## 军事
澳大利亚宪兵（也称为军事警察）是军队的执法部门，负责执行和调查违反军法的罪行。
澳大利亚国防军的每个军种，都拥有各自军种兵员独立组成的宪兵部队，澳大利亚陆军的皇家宪兵队（RACMP）负责执行一般执法职责，包括军事设施的安全、调查和近身人身保护；澳大利亚皇家海军的警务职能由舵兵承担；澳大利亚皇家空军的安全和执法职责由保安部队和机场防卫部队负责。
除了每个军种独立的宪兵部队，还有澳大利亚国防军调查局（ADFIS），这是一支特殊的国防部队，由来自各军种的警察调查员组成，负责调查更严重的军事犯罪。所有国防军警务机构都归联合宪兵部队（JMPU）管辖，该部队是澳大利亚国防部的一个机构，由宪兵参谋官领导，负责提供专门的军事警务服务，并支援民事警察处理涉及军人的事务。

## 州和领地

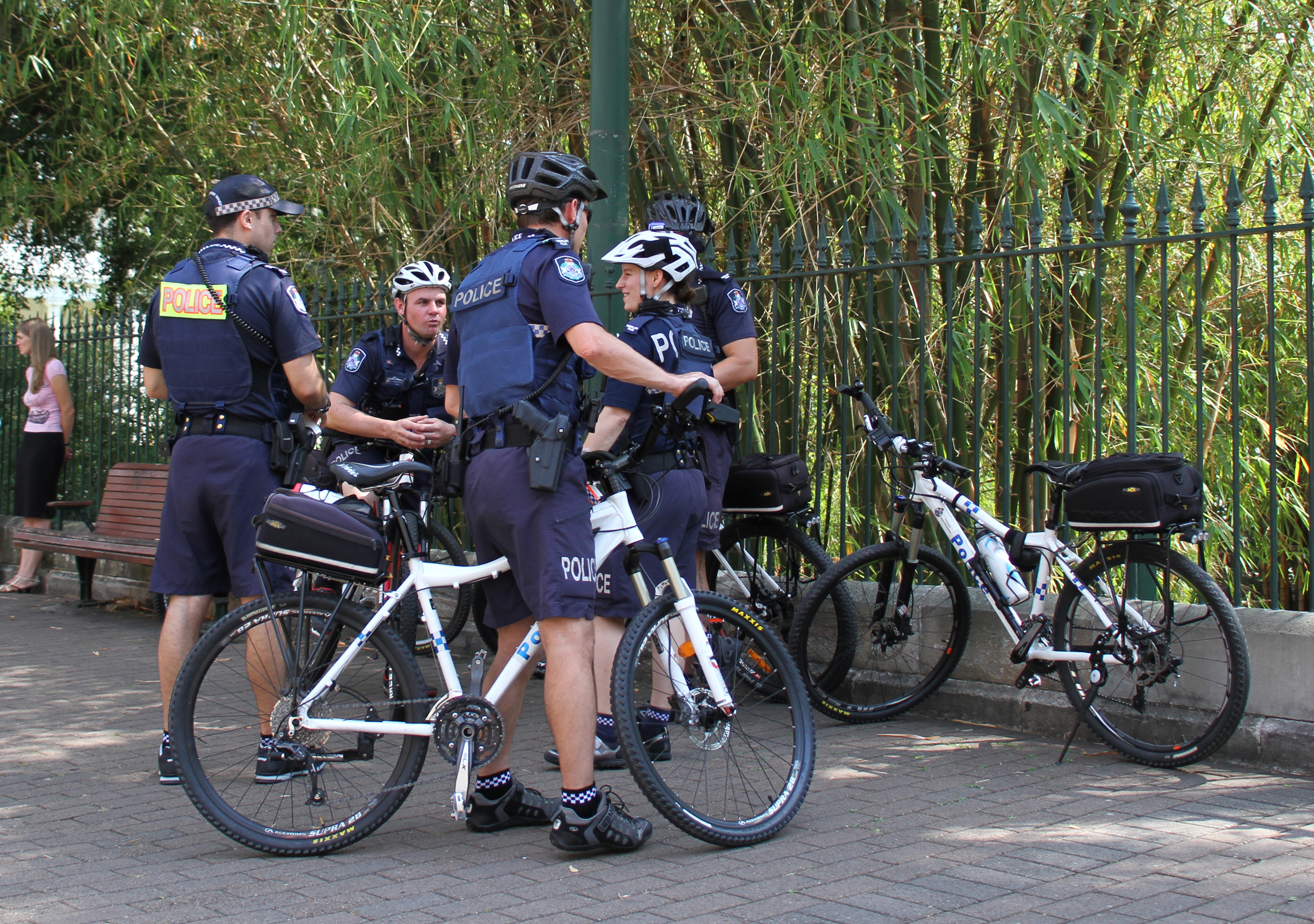
昆士兰州警察的警员骑着自行车巡逻

澳大利亚本土每个州和北领地，都有维持独自的警察部队，负责各自州和地方的治安工作。这些工作涉及一般法律和秩序、法医、交通警察、重大犯罪、反恐部门、水警、搜救，以及某些州的运输警察；与此同时，每个州都有一个惩教部门，负责管理监狱和囚犯。澳大利亚首都领地、杰维斯湾领地和外部领地的地方治安，是由澳大利亚联邦警察承担。
某些州的地方政府会聘用地方执法官员或护林员，负责执行停车、养狗、零售、乱扔垃圾或用水等事项相关的地方法规或条例。这些地方政府官员不被视为警察部队，因为他们通常只拥有开罚单的权力，没有与州警察相同的权力；但是，他们可能依靠被任命为特别警员，或是通过立法权力来行使权力。

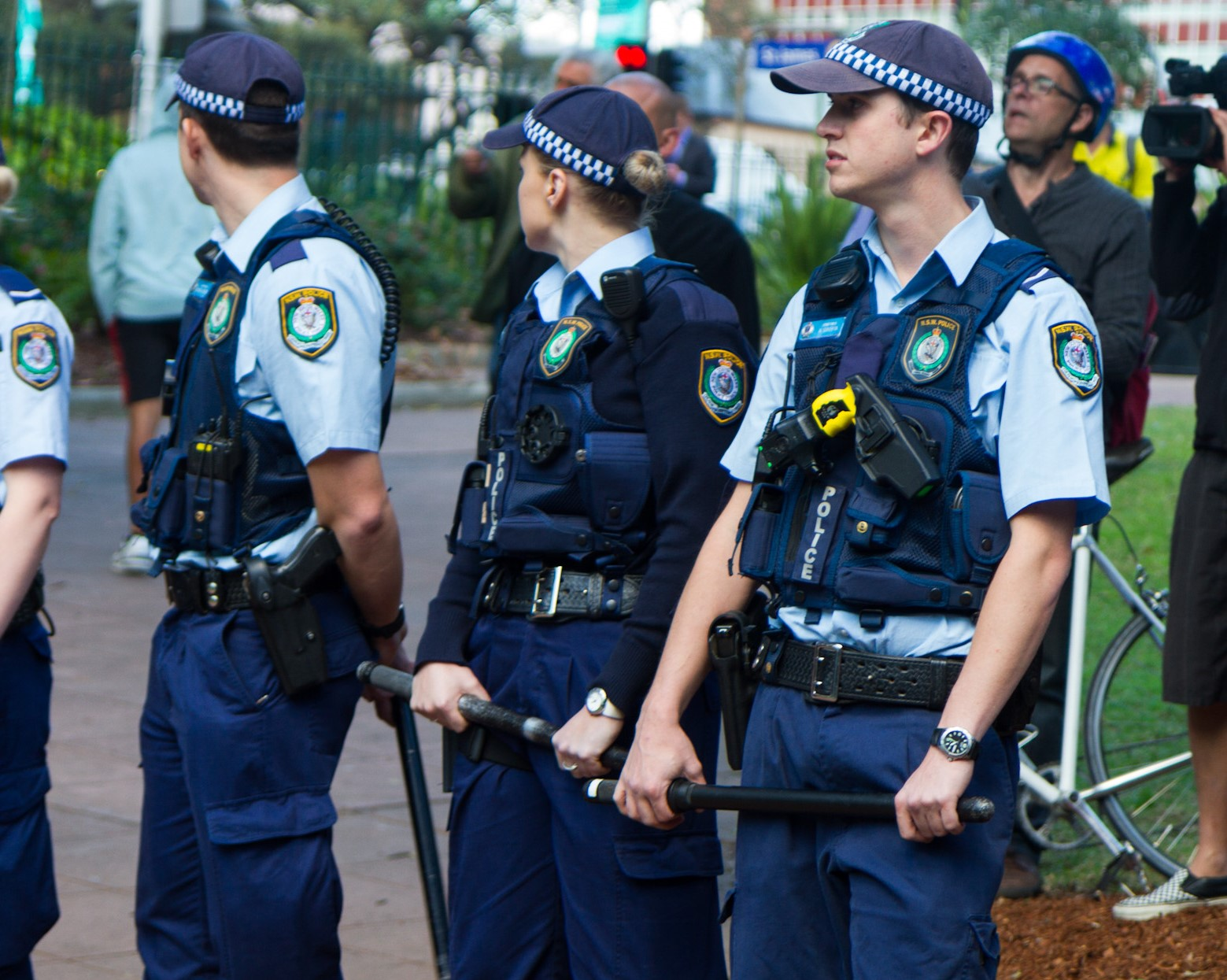
新南威尔士州警察在抗议活动中执勤

### 警察
州警察还代表澳大利亚政府履行某些职能，例如：联合澳大利亚联邦警察和其他联邦官员，协作执行各种联邦法案和法规。

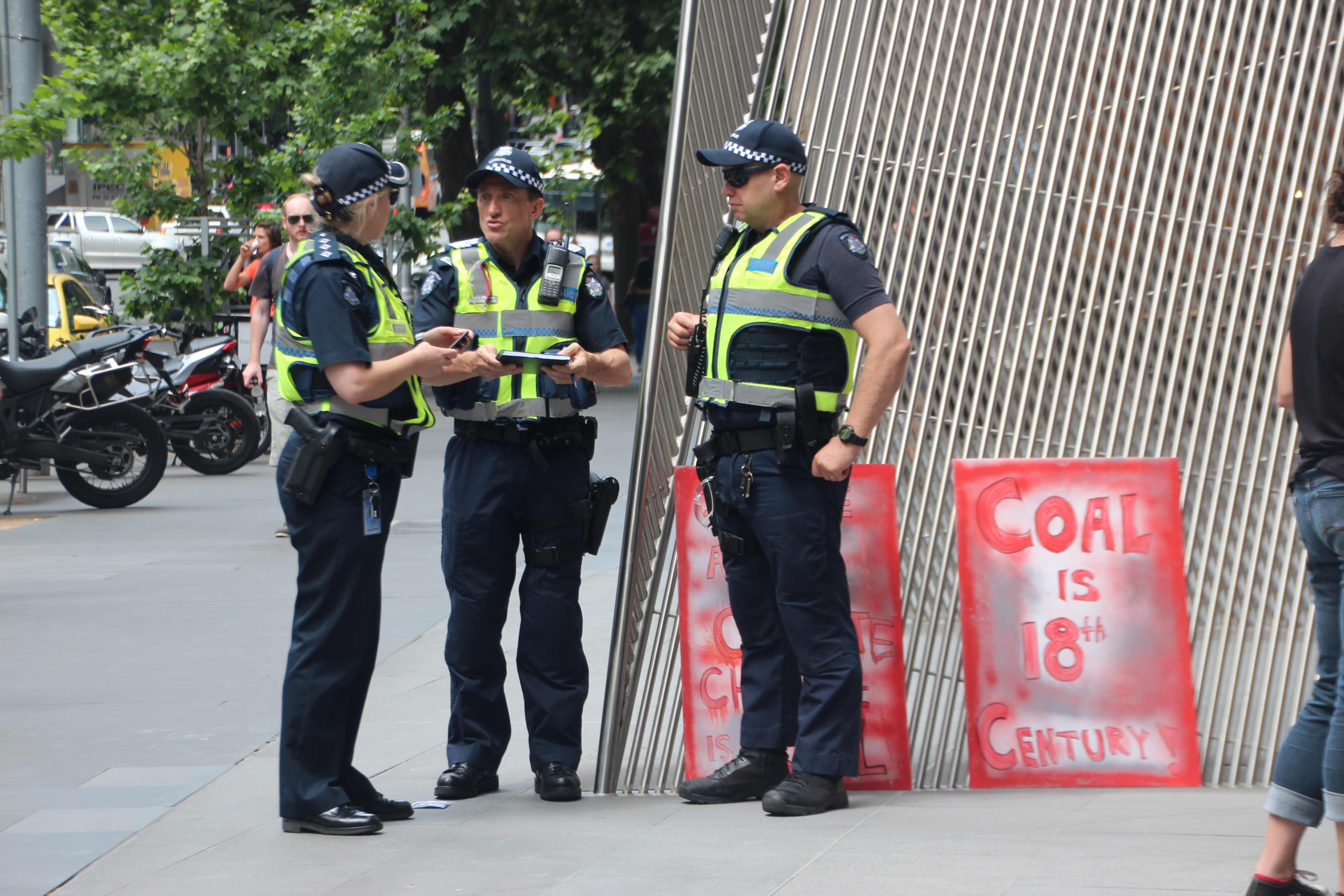
維多利亞州警察在抗议活动中执勤

澳大利亚首都领地和傑維斯灣領地的治安，由澳大利亚联邦警察首都领地警务部门负责； 同时，联邦警察也为澳大利亚外部领地提供地方警务服务。
澳大利亚本土划分为六个州及两个领地，除了澳大利亚首都领地的警务工作是属于联邦警察的管辖范围，其他七个警务机构受其各自的州或领地政府监管：
| 机构             | 缩写   | 州或领地     | 总部                          |
| ---------------- | ------ | ------------ | ----------------------------- |
| 新南威尔士州警察 | NSWPF  | 新南威爾士州 | 悉尼巴拉馬打查尔斯街1号       |
| 北领地警察       | NTPOL  | 北領地       | 达尔文努基泻湖麦克米兰路914号 |
| 昆士兰州警察     | QPS    | 昆士蘭州     | 布里斯班罗马街200号           |
| 南澳大利亚州警察 | SAPOL  | 南澳大利亚州 | 阿德莱德安加斯街100号         |
| 塔斯马尼亚州警察 | TASPOL | 塔斯馬尼亞州 | 霍巴特利物浦街37号            |
| 維多利亞州警察   | VICPOL | 維多利亞州   | 墨尔本滨海港区史宾塞街313号   |
| 西澳大利亚州警察 | WAPOL  | 西澳大利亚州 | 東珀斯阿德莱德露台2号         |

### 治安官
澳大利亚各州和领地将追讨法院判决罚款的责任，交还给治安官（sheriff）；实际上，警察通常在澳大利亚农村和人口稀少地区，履行治安官和法警（bailiff）的职责。
澳大利亚于1824年首次设立治安官办公室，其与新南威尔士州首任首席大法官的任命同时成立。治安官的角色并非一成不变，在澳大利亚各州也不尽相同，过去治安官的职责包括：执行法院判决、担任死因裁判官、运送囚犯、管理监狱和执行死刑（通过雇用刽子手）。
目前，澳大利亚已经没有任何州执行死刑，监狱系统由一个惩教署或类似名称的政府部门管理，死因裁判官办公室处理死因裁判事务。在大多数州份，治安官目前主要负责执行法院的民事命令和罚款，包括扣押和出售不偿还债务的债务人财产、提供法院安全保障、执行逮捕令、驱逐令、拘留未成年人以及运行陪审团制度。 在某些州份，治安官的职责还延伸到维护法庭保安。 某些州的治安官还可以实施各种各样的制裁，从吊销驾驶执照和汽车登记、锁胎和安排社区服务命令，并在最后手段下可以行使逮捕权。

### 渔业执法人员

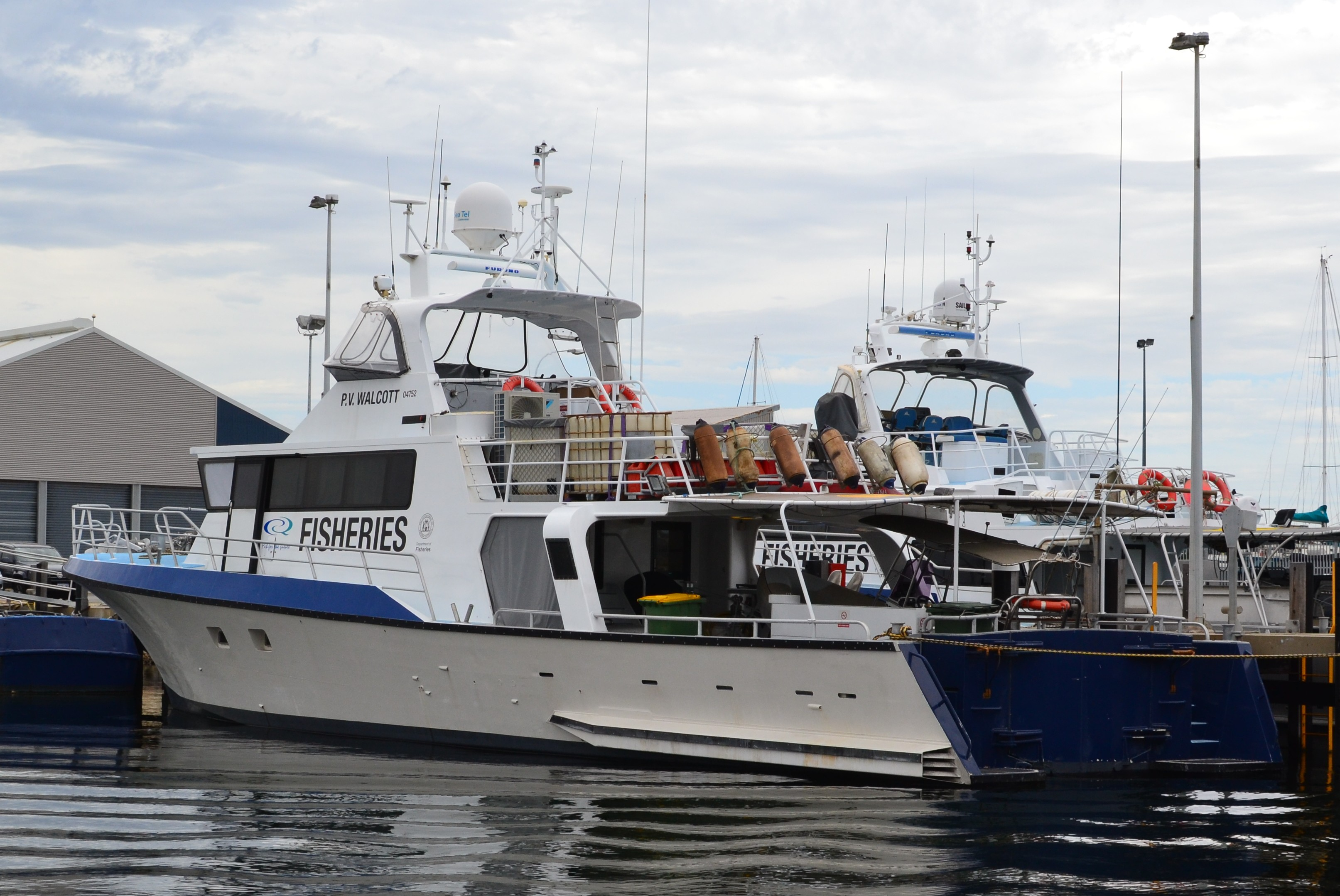
西澳大利亚州渔业执法船艇“沃尔科特”（Walcott）号

除了澳大利亚渔业管理局之外，各州和北领地都有独自的渔业执法官员，有权在其管辖范围内执行州和联邦渔业法令。 这些官员的权力因州而异，但一般而言，他们有权登上船只，搜查车辆、船只和人员，并根据渔业法进行逮捕。 某些州（例如新南威尔士州）的渔业执法官员被授予权利，可以像联邦执法官员一样携带个人防卫装备。

### 地方执法人员

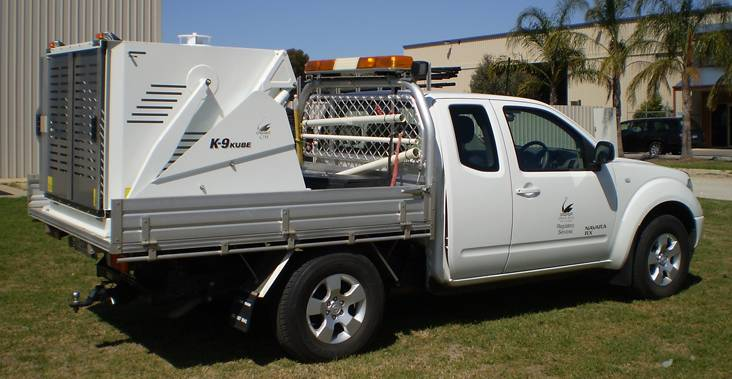
典型议会执法人员的车辆拥有橘色警示灯，以及关收犬只的狗笼（K9 Kube）

议会执法人员是澳大利亚地方政府雇用的官员，负责执行地方政府的条例和地方法例；这些条例和有限范围的州法律涉及垃圾控制、动物管制、猫狗条例、消防控制、越野车辆、应急管理和停车等事项。除非他们也宣誓担任特别警员，否则议会执法人员不具备完全的警察权。在澳大利亚东部的一些州，议会执法人员也被称为地方执法人员。大多数议会执法人员有权开出不超过一定数额的罚款。

## 咨询机构和社区团体

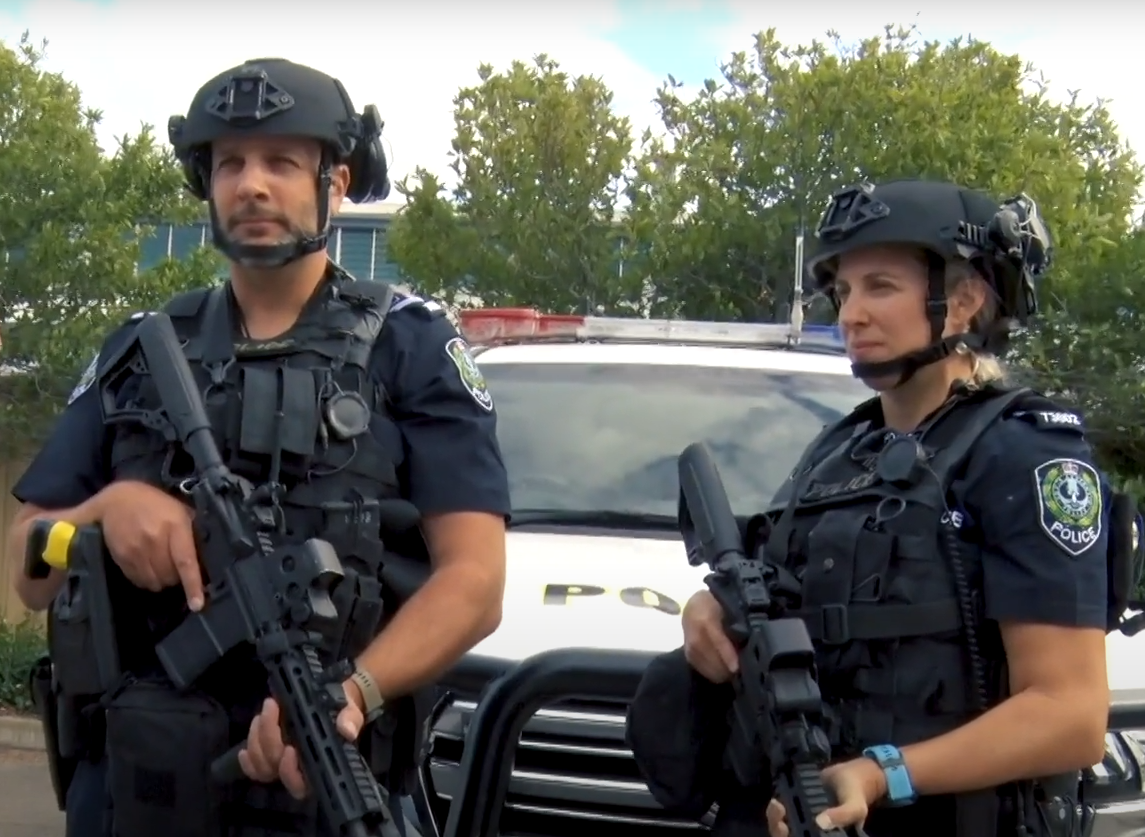
南澳大利亚州警察安全响应部门的持枪警员

澳大利亚新西兰警务咨询机构（Australia New Zealand Policing Advisory Agency，ANZPAA）成立于2007年10月，是澳大利亚和新西兰警察总监的一项联合倡议，其资金来源于澳大利亚和新西兰警察辖区的捐赠。ANZPAA是一个非任务性的警务机构，提供战略和政策建议服务，以协助开展跨辖区警务措施，从而加强社区安全，战略方向由ANZPAA Board和澳大利亚新西兰警察专业化委员会（ANZCoPP，前身为“澳大拉西亚警察专业标准委员会”）制定。
澳大拉西亚警察专业标准委员会（Australasian Police Professional Standards Committee，APPSC）是一个服务于澳大利亚和新西兰所有警察管辖区的组织。它是澳大利亚和新西兰警察教育和培训的机构，委员会由澳大利亚和新西兰的警察局长以及澳大利亚警察联合会主席和新西兰警察协会主席组成。2007年11月9日，APPSC的职责和职能并入ANZPAA；2013年，APPSC更名为澳大利亚新西兰警察专业化委员会（Australia New Zealand Council of Police Professionalisation，ANZCoPP）。
灭罪热线（Crime Stoppers）计划在各州和全国范围内开展，让民众匿名举报犯罪信息，并将其收集提交给警方，确保社区能够参与打击犯罪。

## 争议

### 殖民遗产

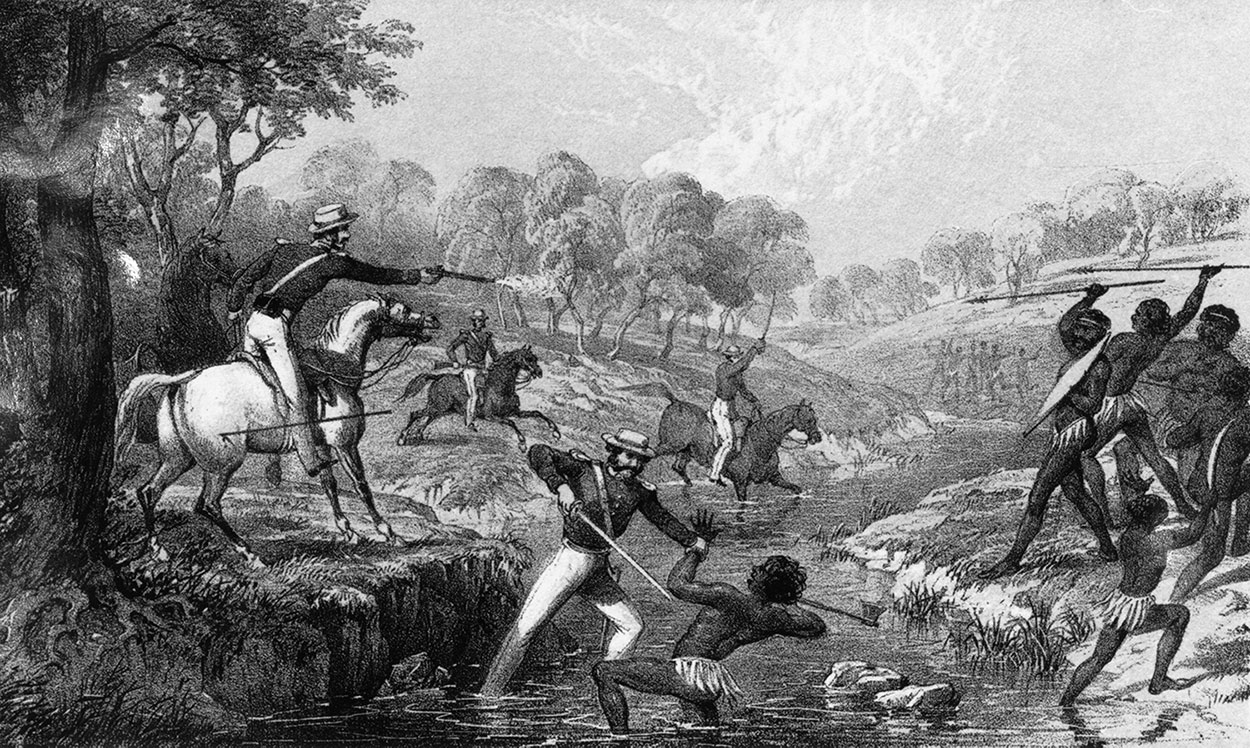
1838年滑铁卢溪大屠杀期间，新南威尔士州骑警与原住民战士交战

澳大利亚警察曾经参与镇压澳洲原住民，打压土著反抗殖民统治的行为，引起原住民社群的广泛争议。 1824年成立的新南威尔士州骑警，参与英国殖民者与维拉朱里人之间的巴瑟斯特战争，并在现今继续在许多和平抗议活动中担任镇压的角色。
澳大利亚边境战争期间，殖民地警察被动员参与暴力冲突，并深度卷入许多原住民的屠杀事件，导致自殖民以来原住民人口急剧下降。根据2009年澳洲社会史学家雷蒙德·埃文斯（Raymond Evans）教授统计，仅昆士兰州原住民警察部队就造成1859年至1897年间约24,000起“原住民暴力死亡事件”。
澳大利亚奴隶制曾经受到法律允许，并得到许多警察部队和政府系统的正式支持，直到1901年联邦成立后才被禁止。《1918年北领地原住民条例》（联邦法律）允许强制招募原住民，并合法不支付工资，赋予原住民保护者和警察权利维护这项法律。

### 警察渎职

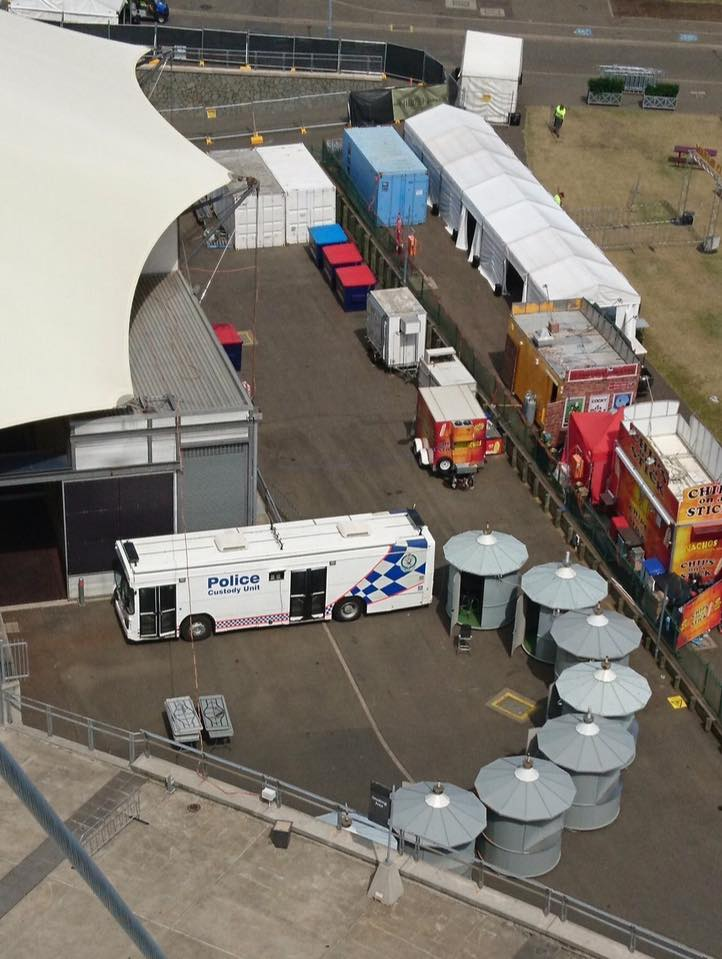
警方于2019年在悉尼音乐节售票亭，曾对顾客进行脱衣搜身

1987年，由于对昆士兰州警察内部的不当行为，因此启动菲茨杰拉德调查行动，后来调查范围扩大到对昆士兰州政府内部的腐败指控。调查结束以后，数名高级警官和政府部长因多项腐败罪行，而被指控并宣判入狱。此次调查导致时任昆士兰州州长约翰·比耶尔克-彼得森辞职，他后来被控作伪证，但因陪审团无法达成一致意见而撤销此案。
1990年代中期，皇家委员会成立调查新南威尔士州警察内部的腐败和不当行为指控；皇家委员会发现警队内部存在“系统性且根深蒂固”的腐败行为，对284名警官做出不利的调查结果，其中7人因各种罪行被判入狱。
2001年，新南威尔士州警察获权在全州某些公共场所部署缉毒犬，其中包括大型活动、悉尼火车站台和持牌娱乐场所。 这种做法受到批评，因为有报道称警方以缉毒犬的反应为理由，进行不必要的脱衣搜身，特别是发生在音乐节等大型公共活动。 2018年该州警察监督机构发起调查，发现在几起案件中，警察的行为确实存在违法行为。 2022年，新南威尔士州最高法院提呈由2016年7月起，在音乐节上进行脱衣搜查的集体诉讼。

## 运输工具

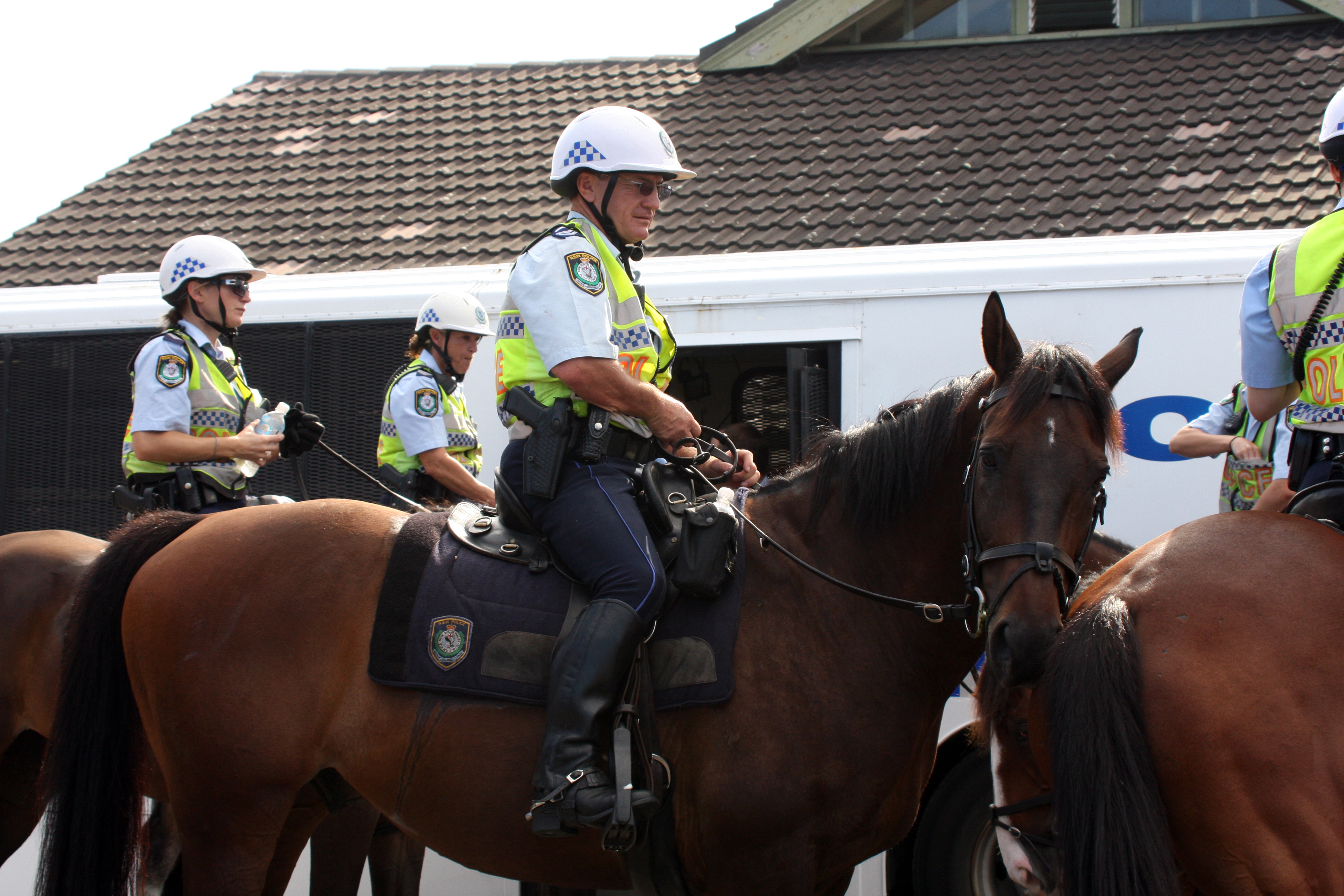
新南威尔士州骑警

根据澳大利亚政府之间的协定，澳大利亚大多数警车以白色为主，侧面配有蓝白相间的西利托格子花格纹。澳大利亚历史上的警车主要由国产车型组成，例如：霍顿Commodore和福特Falcon。随着霍顿汽车和福特汽车在澳大利亚停产，警队发展壮大，引进克莱斯勒300、宝马5系列、起亚Stinger、大众帕萨特、梅赛德斯-奔驰E级和现代索纳塔等车型。囚犯运输车辆以轻型商务车为基础，包括：福特Ranger、丰田Hilux、霍顿Colorado、梅赛德斯Vito或大众Transporter。
澳大利亚各司法管辖区的应急车辆，使用的闪光灯各不不同，并可能因执法职能（例如渔业、地方执法等）而异；不过，主要执法机构使用蓝色和红色的闪光警示灯。广泛使用的车辆没有标记，以便隐藏在民用车辆之间。

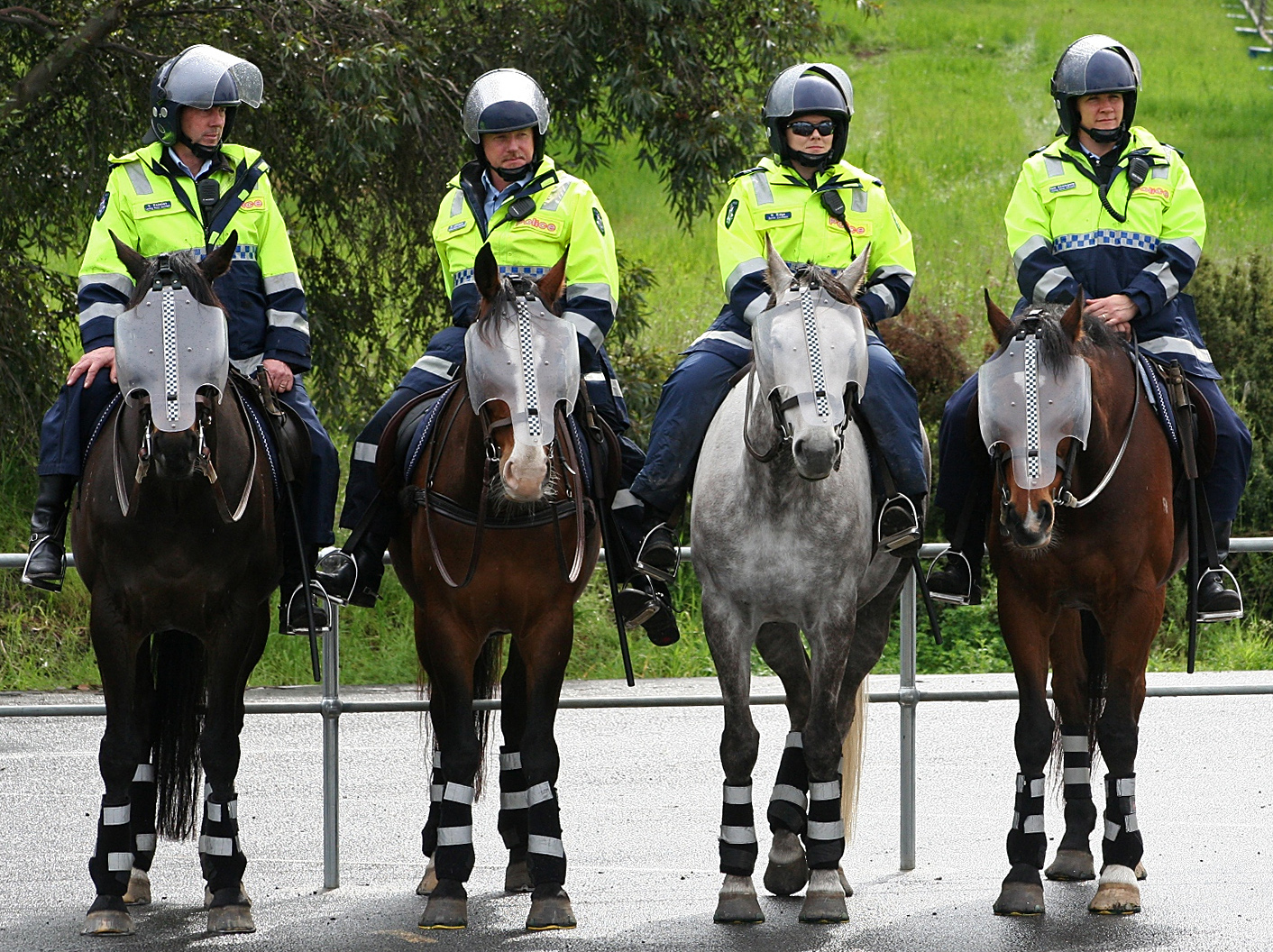
维多利亚州骑警

大多数澳大利亚警察部门拥有主要用于礼仪目的的骑警部队，但是在新南威尔士州、南澳大利亚州、西澳大利亚州和维多利亚州，骑警也承担着警务行动职责。

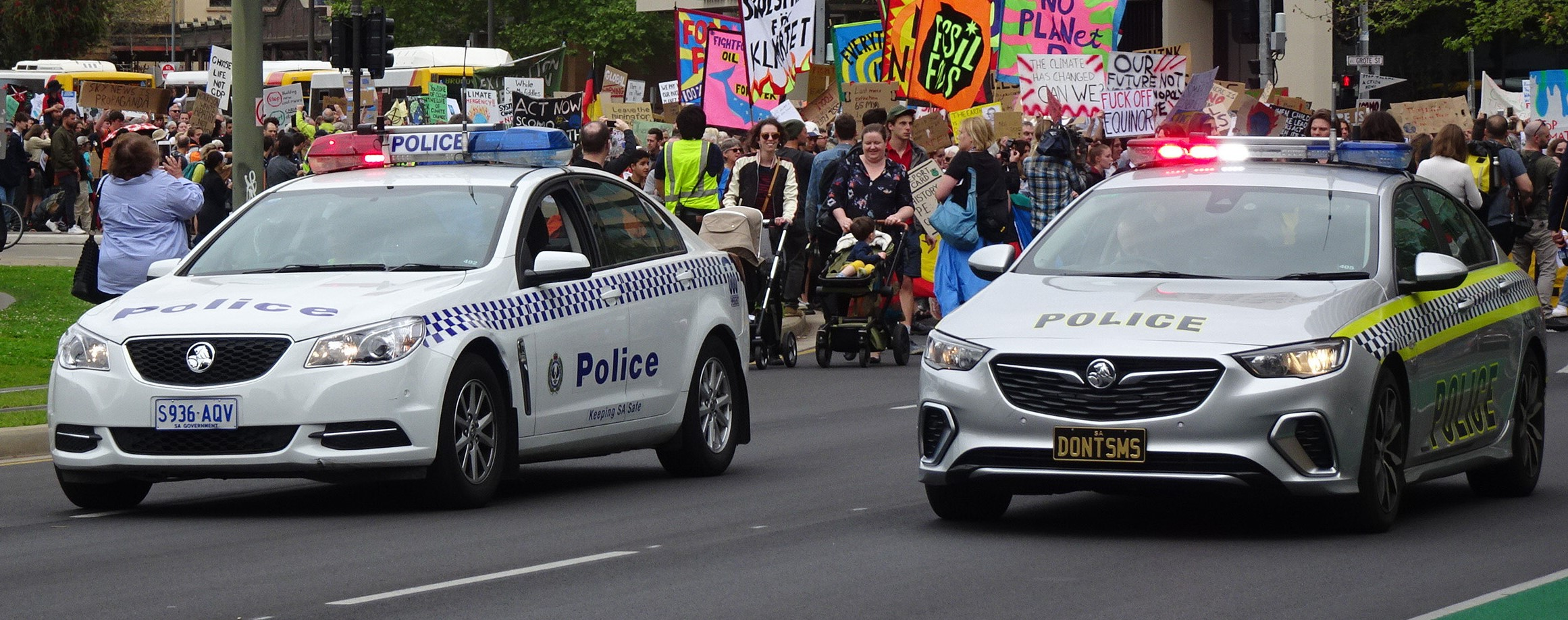
南澳大利亚州警察霍顿ZB Commodore（英语：Holden ZB Commodore）警车
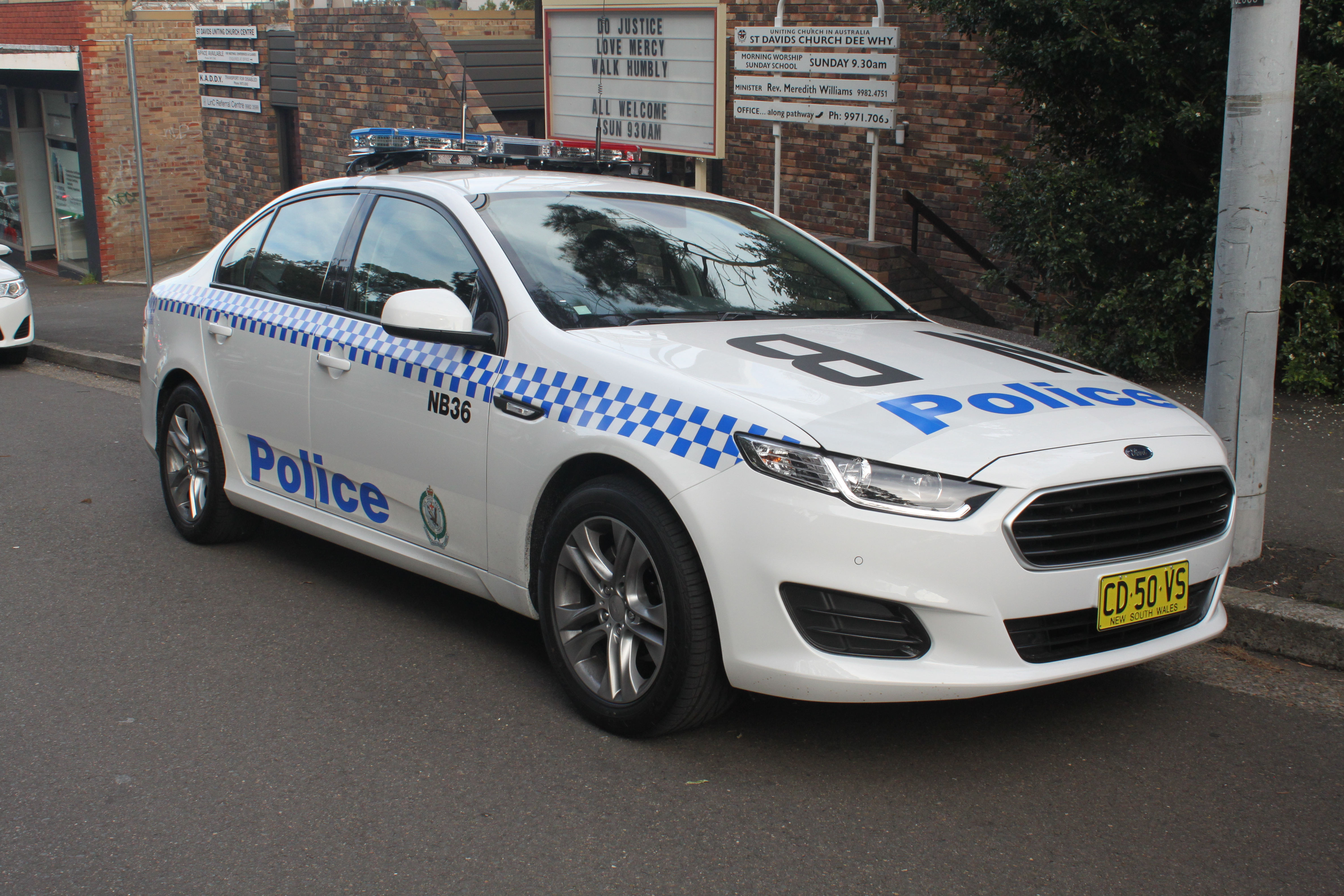
新南威尔士州警察福特Falcon（英语：Ford Falcon）警车
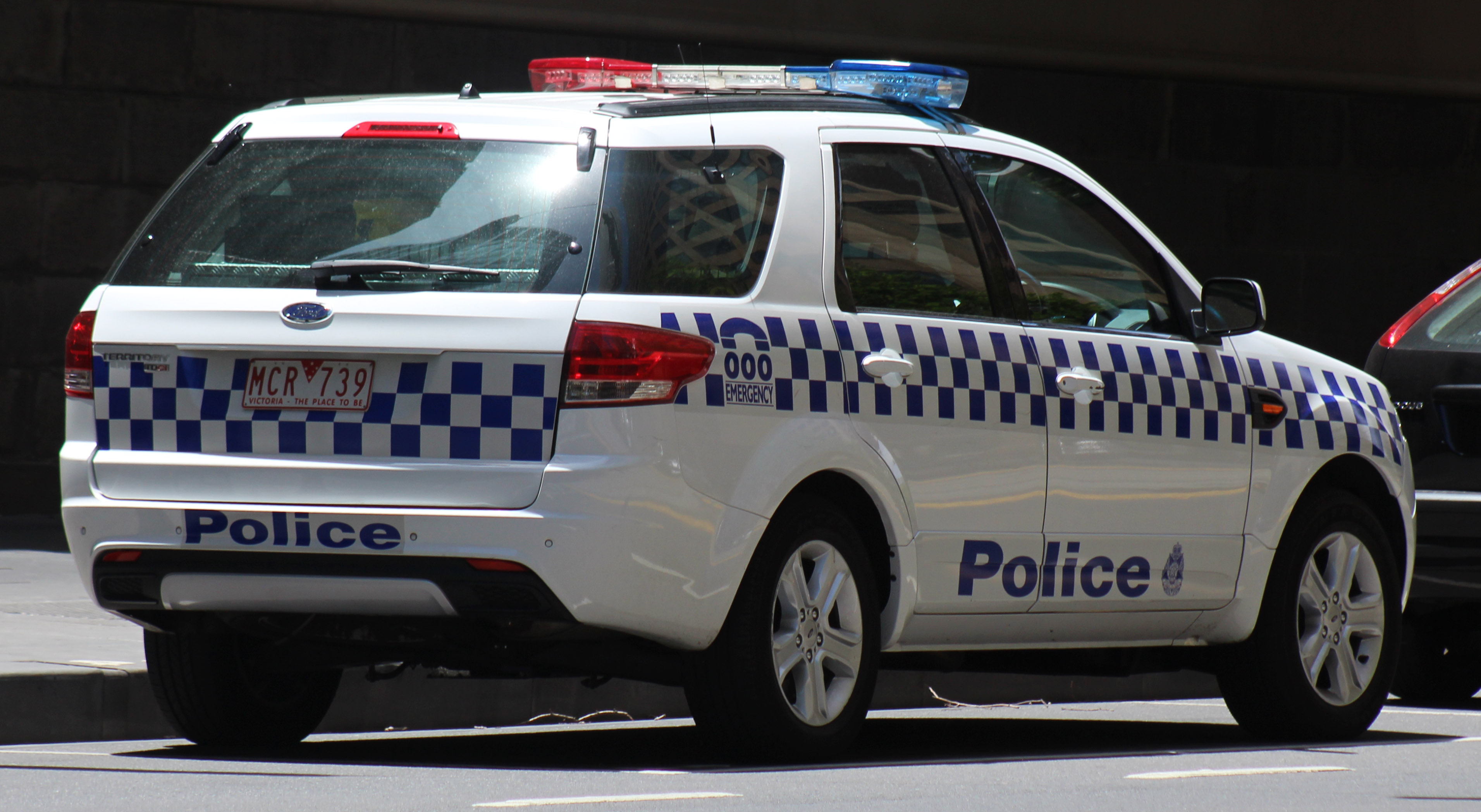
维多利亚州警察福特Territory（英语：Ford Territory）警车
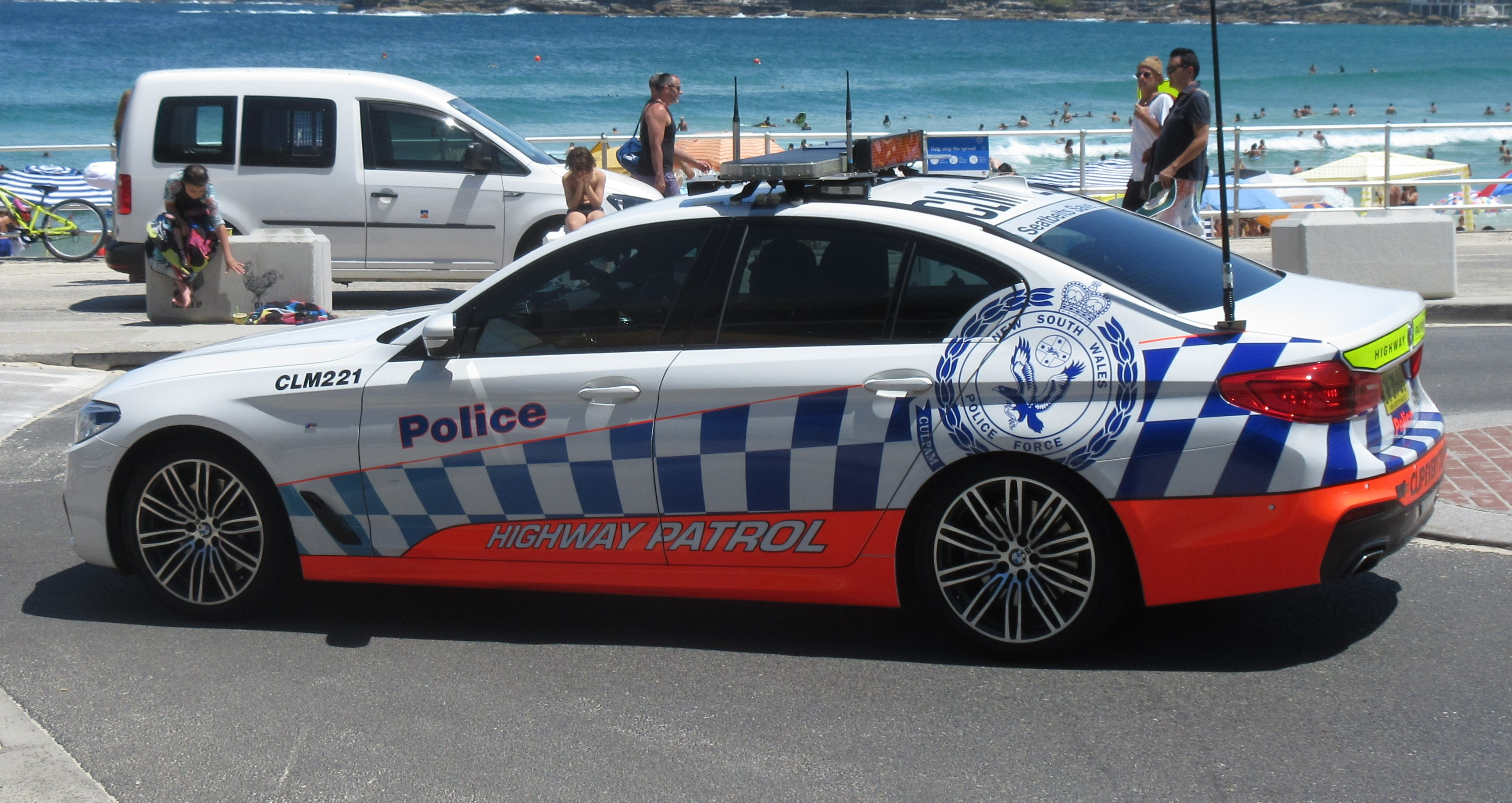
新南威尔士州警察宝马5系高速公路巡逻车
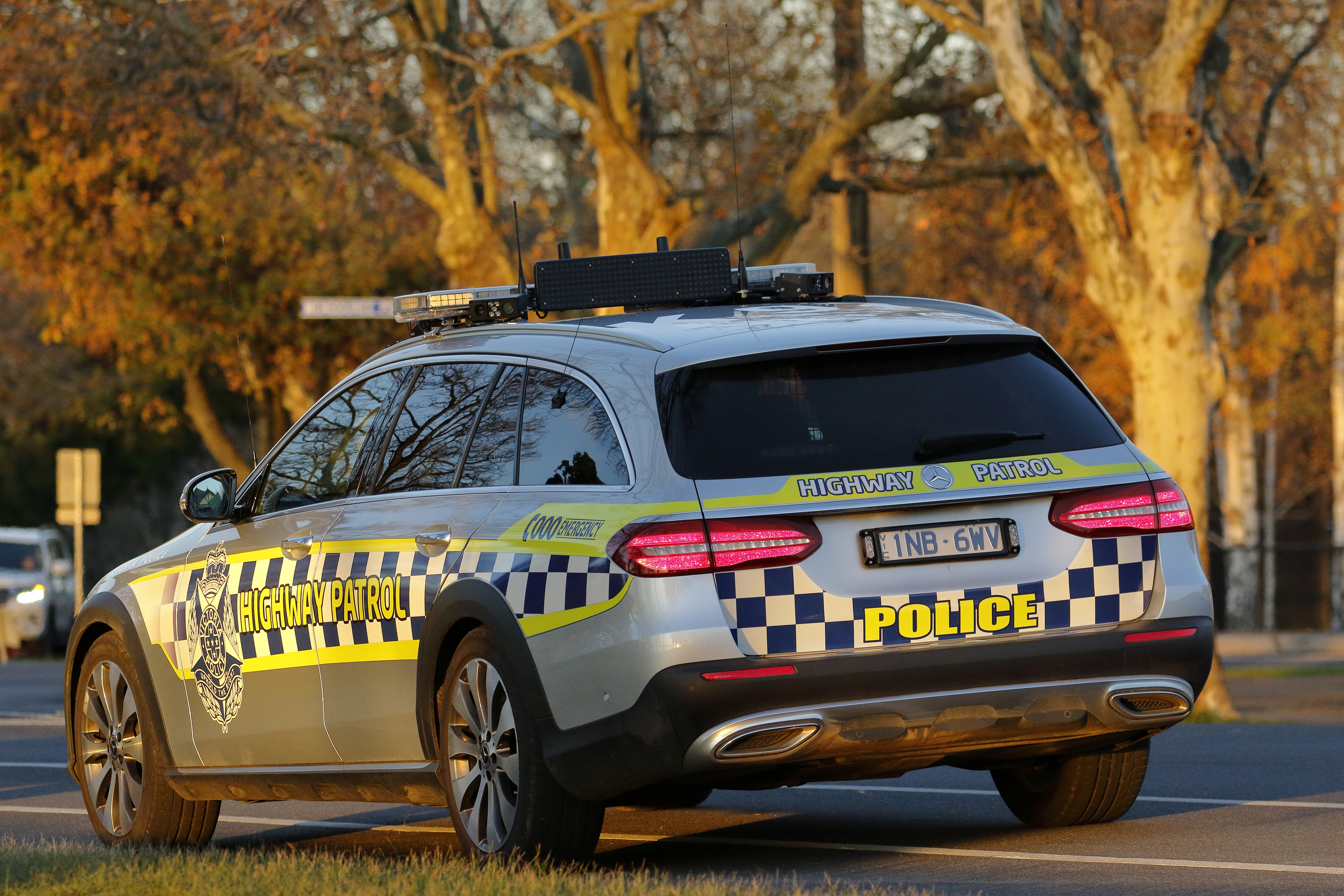
维多利亚州警察梅赛德斯-奔驰E级高速公路巡逻车
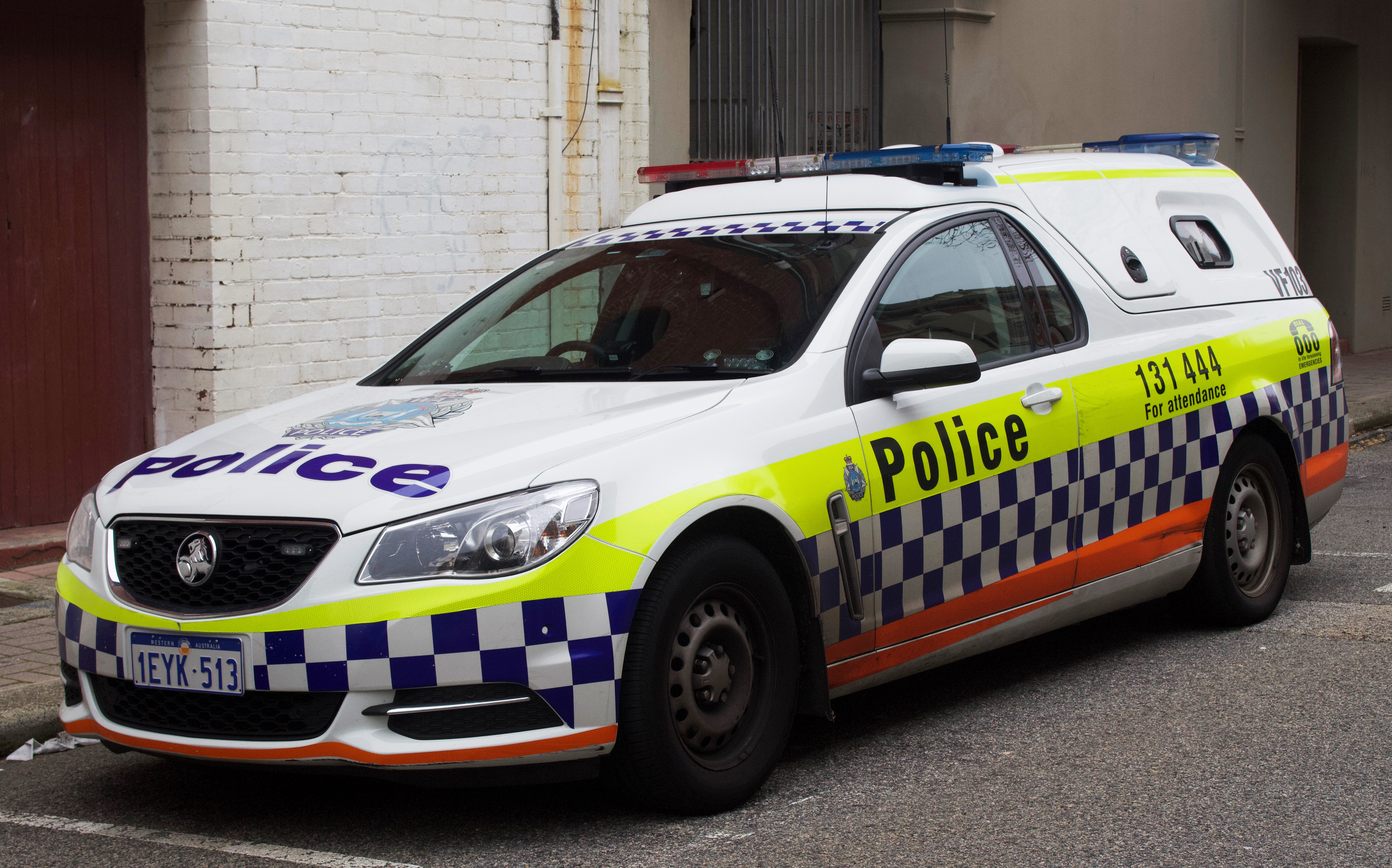
西澳大利亚州警察霍顿VF（英语：Holden VF）运输车
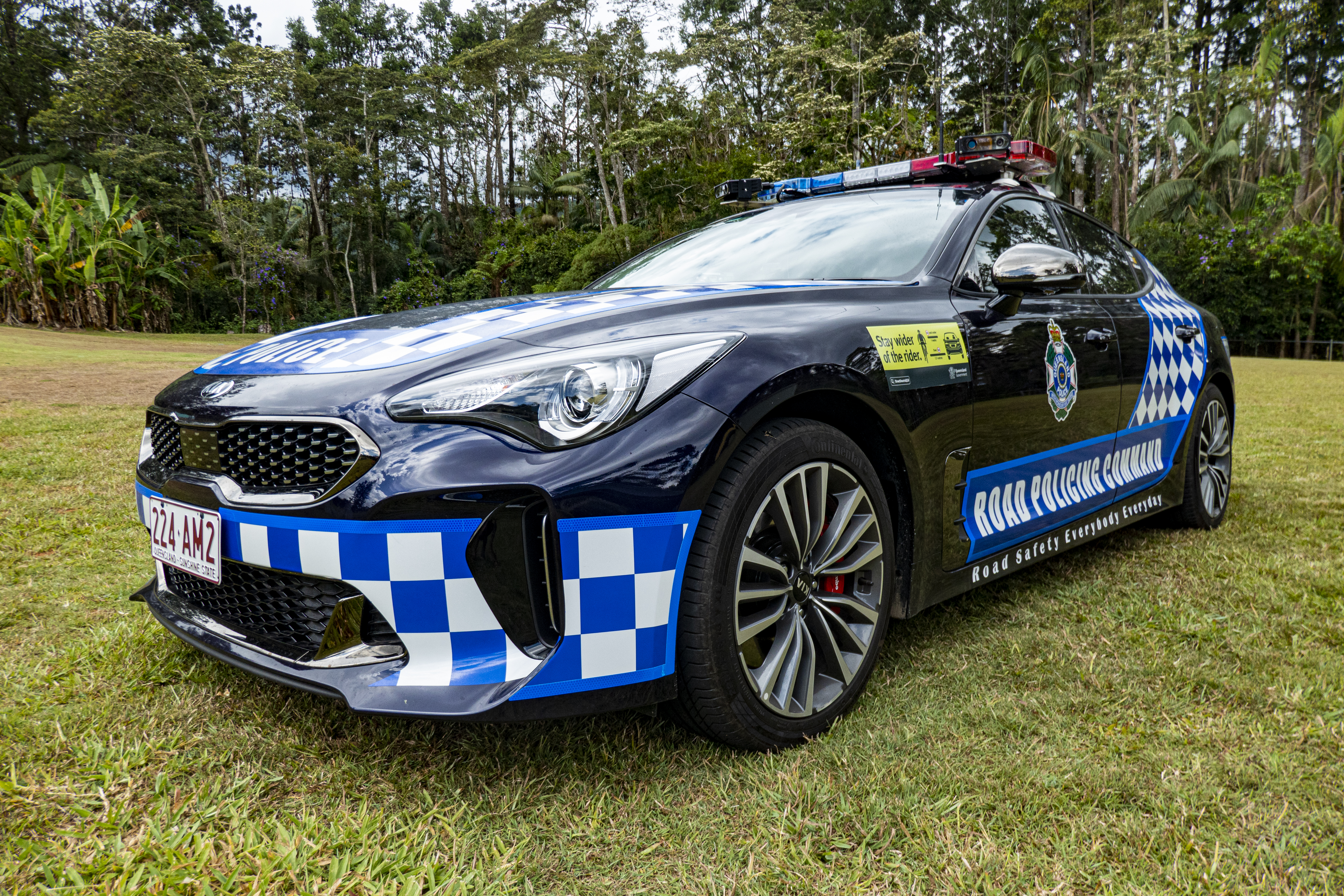
昆士兰州警察起亚Stinger（英语：Kia Stinger）高速公路巡逻车
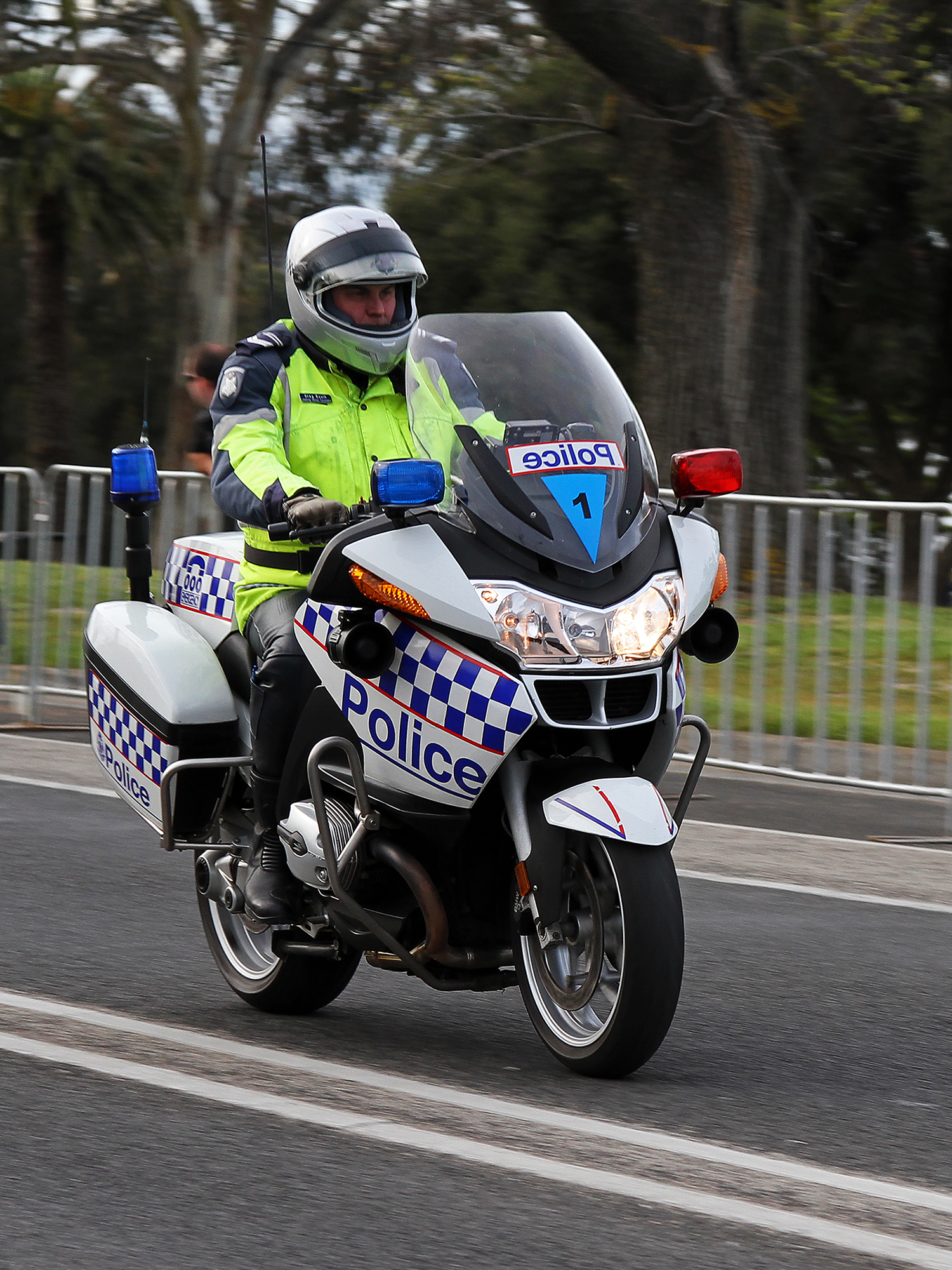
维多利亚州警察宝马R1200RT（英语：BMW R1200RT）警用摩托车
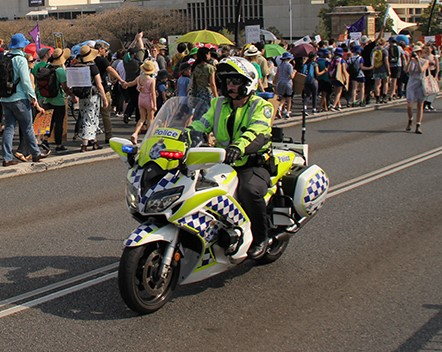
昆士兰州警察雅马哈FJR1300（英语：Yamaha FJR1300）警用摩托车
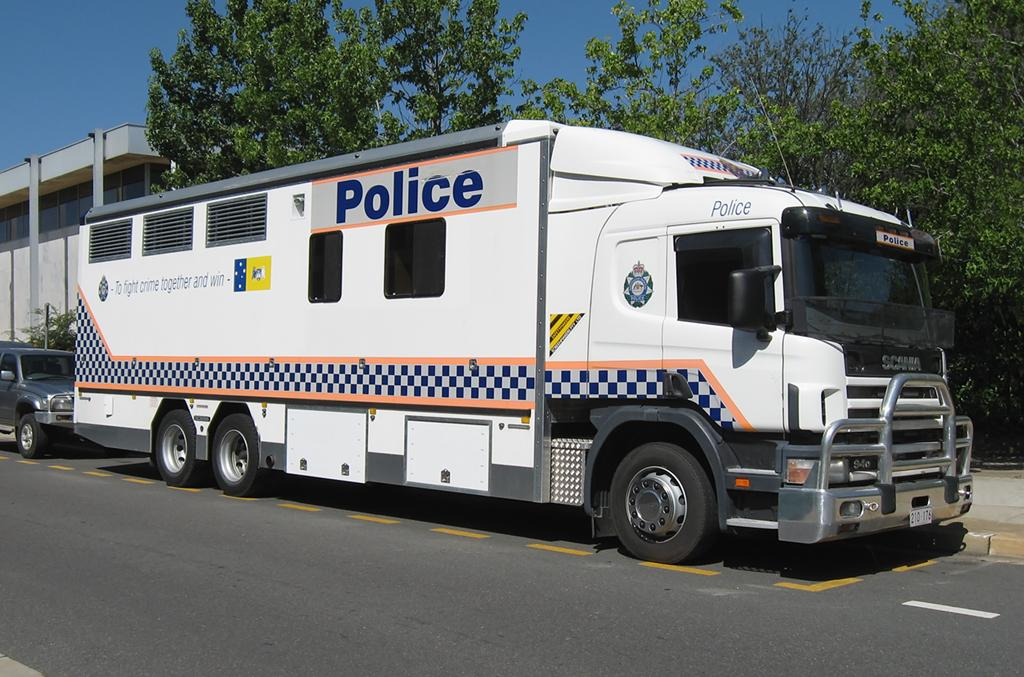
首都领地警务部门斯堪尼亚移动指挥车
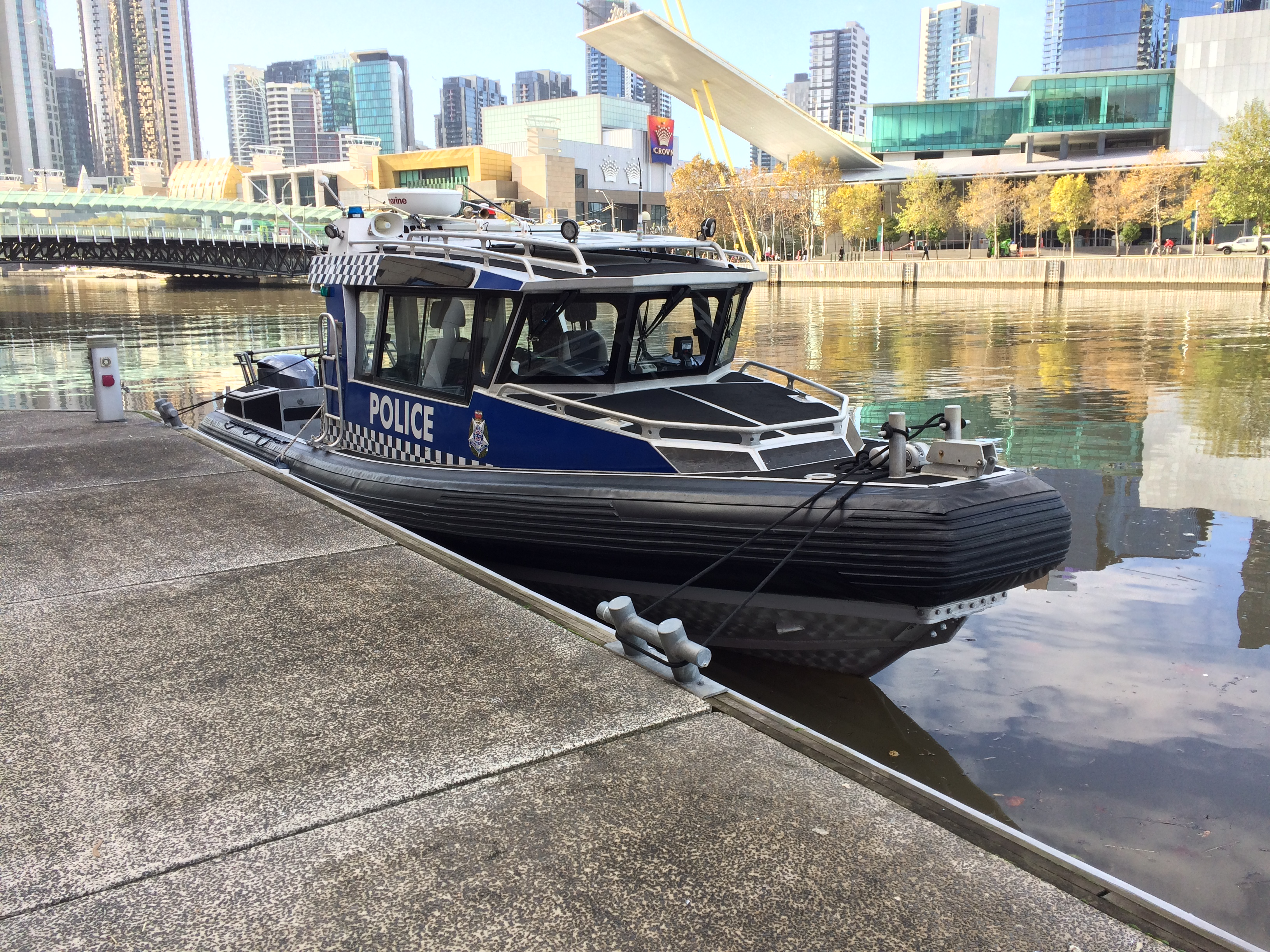
维多利亚州警察海上巡逻艇
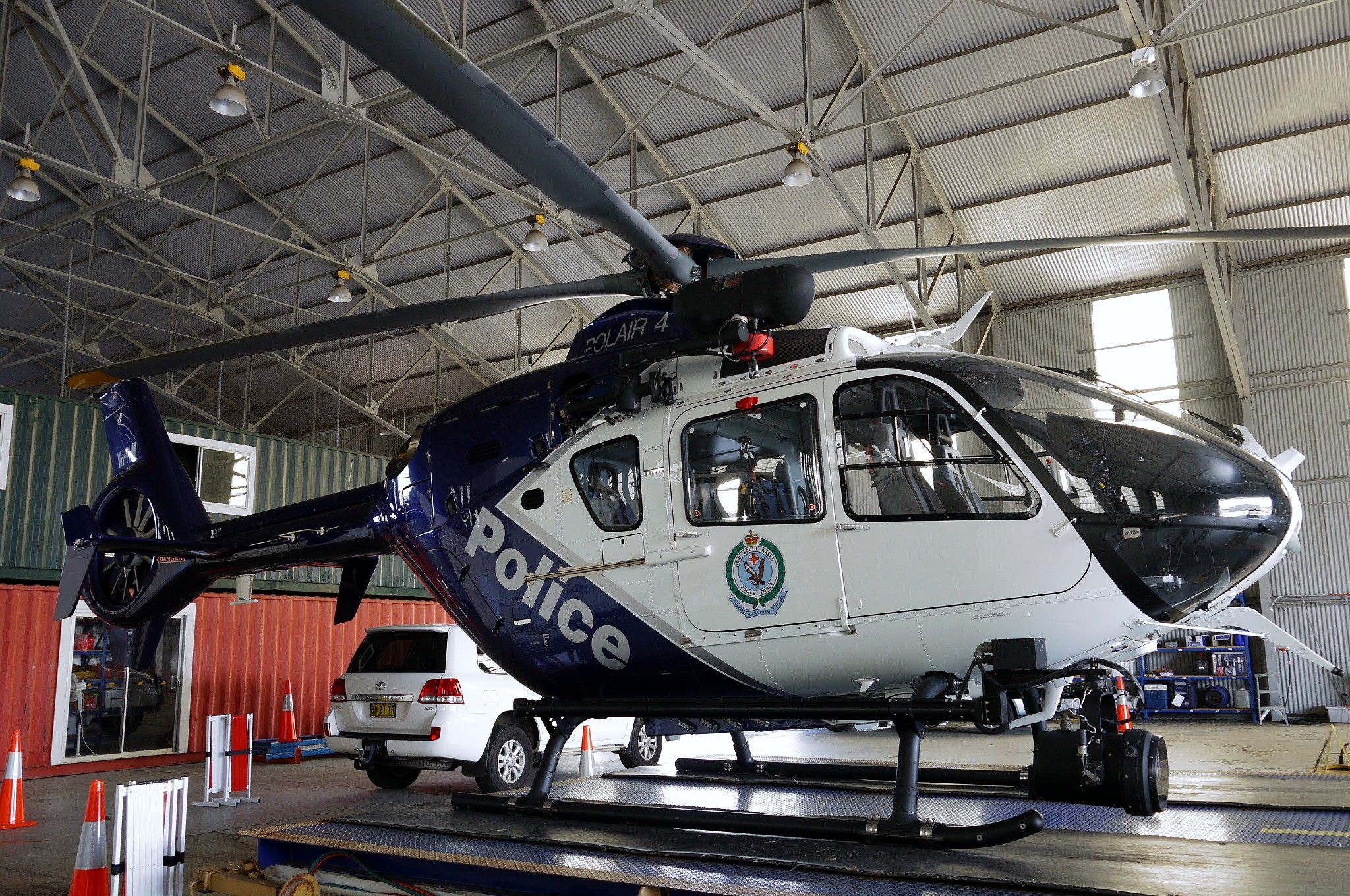
新南威尔士州警察Eurocopter直升机
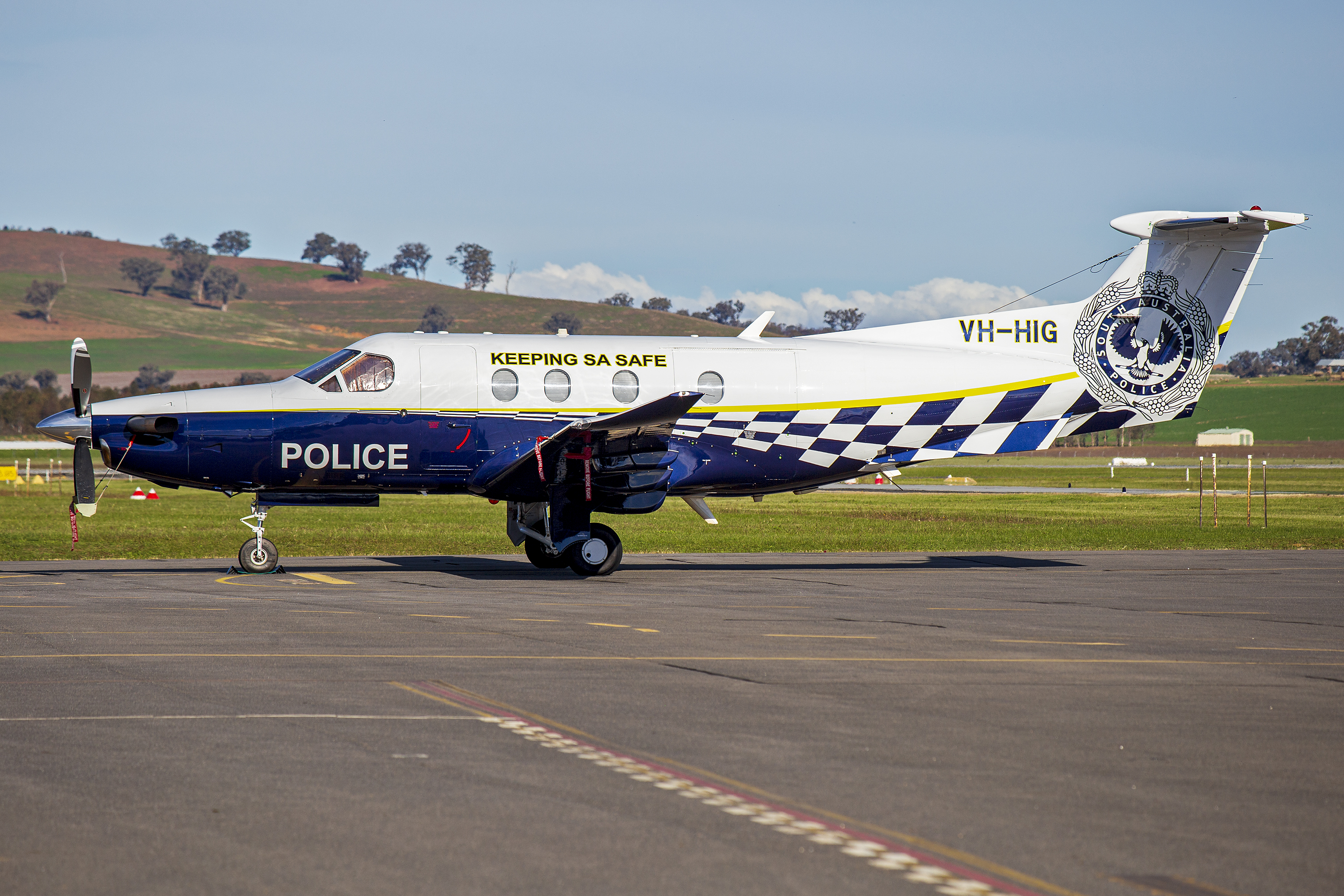
南澳大利亚州警察皮拉图斯（英语：Pilatus Aircraft）飞机

## 已解散的执法机构
联邦
- 联邦警察（英语：Commonwealth Police）：并入澳大利亚联邦警察
- 澳大利亚安全保护局（英语：Australian Protective Service）：并入澳大利亚联邦警察
- 联邦麻醉品管制局：其职能由澳大利亚联邦警察和澳大利亚边防部队（英语：Australian Border Force）履行
- 澳大利亚海关和边境保护局（英语：Australian Customs and Border Protection Service）：与移民拘留和合规部门合并组建澳大利亚边境部队（英语：Australian Border Force）
- 国家犯罪管理局（英语：National Crime Authority）：被澳大利亚犯罪委员会取代，后更名为澳大利亚刑事情报委员会（英语：Australian Criminal Intelligence Commission）
- 澳大利亚廉政执法委员会（英语：Australian Commission for Law Enforcement Integrity）：负责调查联邦执法机构的腐败和不当行为；[37] 被国家反腐败委员会（英语：National Anti-Corruption Commission (Australia)）取代

州和领地
- 澳大利亚首都领地警察（英语：ACT Policing）：并入澳大利亚联邦警察